# Runge (cràter)

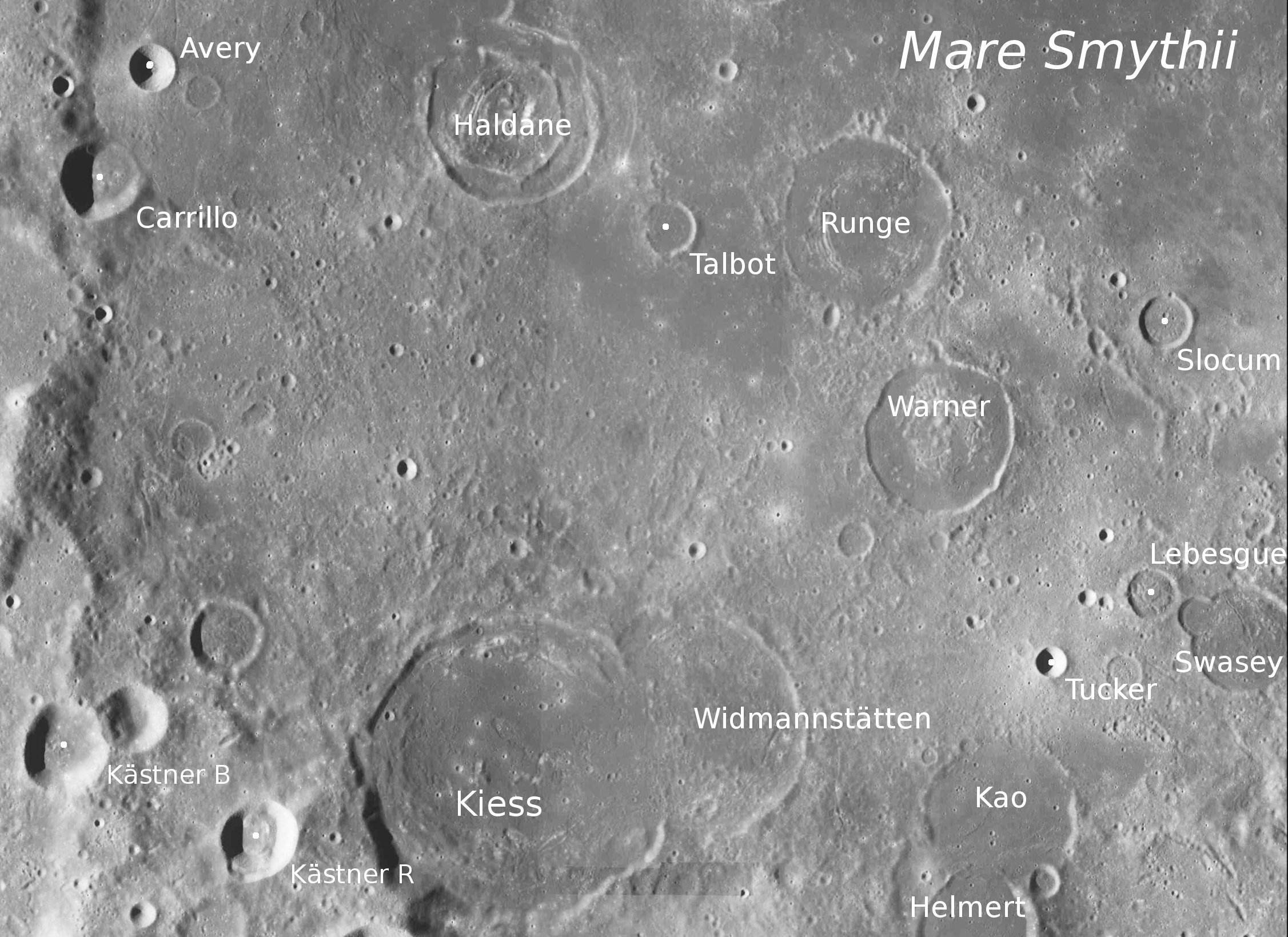
Vista del cràter Runge al sud-oest de la Mare Smythii

Runge és un cràter lunar a l'extrem est de la cara visible de la Lluna al sud-oest de la Mare Smythii. El cràter Runge es troba al nord del cràter Warner i l'est del cràter Talbot. Runge ha estat gairebé completament submergit per lava basàltica, deixant només una mínima característica en forma d'anell en el mar lunar. La vora té un buit en l'extrem sud, i un parell de petits cràters es troben prop de la part exterior de cada costat d'aquesta obertura.
El 1973, la Unió Astronòmica Internacional va donar el nom de Runge a aquest cràter en honor del matemàtic i físic alemany Carl Runge.